# 사랑과 슬픔의 볼레로
《사랑과 슬픔의 볼레로》(프랑스어: Les Uns et les Autres)는 프랑스의 영화감독 클로드 를루슈의 1981년 작품으로, 그의 대표작이다. 특히 영화전반에 흐르는 음악적 서사가 뛰어나다는 평가를 받고 있다.

## 줄거리
영화는 1930년대에서 1960년대에 걸쳐 프랑스, 독일, 러시아, 미국등 4개국의 네 음악가 가문의 일대기를 다룬다. 이들은 각각 조세핀 베이커, 헤르베르트 폰 카라얀, 글렌 밀러, 에디트 피아프, 루돌프 누레예프 등의 실존 인물을 모델로 하고 있다. 영화의 주된 시대적 배경은 2차 세계대전이다. 이들 네 가문의 인물들이 걸어온 인생역정은 영화후반부에서 모두 연결된다.

## 출연

### 주연
- 로베르 오셍
- 니콜 가르시아
- 제랄딘 채플린
- 자크 빌레렛
- 제임스 칸

### 조연
- 다니엘 올브리츠키
- 호르헤 돈
- 리타 뽀엘부르드
- 마차 메릴
- 에블린 부아스
- 프란시스 허스터
- 레이몽 펠르그랭
- 폴 프레부아
- 장 클로드 브리알리
- 마르뜨 빌라론가
- 화니 아르당
- 쟝-끌로드 부티에
- 리처드 보링제
- 니콜 크로이실
- 지네트 가르신
- 장 피에르 칼폰
- 제네비에브 무니치
- 알렉산드라 스튜어트
- 에바 달란
- 마누엘 겔린
- 캔디스 파투
- 마이아 사이먼
- 사라 아브렐
- 페오도르 아킨
- 미레일 오디버트
- 쟝-끌로드 부어볼트
- 크리스토프 부르세이예
- 장 피에르 카스탈디
- 앤 코드리
- 루이즈 슈발리에
- 베로니크 코쿠엣
- 테레사 크레미스
- 카탈린 크사니
- 댄 대스
- 니콜 다레스코
- 안드리 드레이어
- 린다 딩월
- 버나드 피에르 도나디우
- 맥심 듀퓨
- 앤디 펜윅
- 파머 풀러
- 어니 가렛
- 찰스 제라르
- 토머스 브라운
- 제랄드 이스마엘
- 필립 자크
- 라일 조이스
- 에블린 커
- 제리 킬고어
- 제프리 키메
- 장 레스콧
- 미셸 모레티
- 장 폴 무엘
- 더렐 넬슨
- 베리 프리머스
- 발레리 궤네슨
- 조르쥬 라볼
- 브리지트 뤼앙
- 패니 로이
- 프랭크 루니온
- 폴리타 세드윅
- 피에르 세믈러
- 레이몬드 세라
- 톰 시그노렐리
- 아치 테일러
- 마틴 트레비레스
- 폴 빈센트
- 해티 윈스톤
- 사이먼 를르슈
- 샤론 스톤
- 웹스터 위너리

## 기타
- 미술: 장-루이 포베다
- 의상: 캐서린 레터리어
- 배역: 알레트 고든